# Saut en longueur masculin aux Jeux olympiques d'été de 2016
Pour un article plus général, voir Athlétisme aux Jeux olympiques d'été de 2016.
Navigation
Londres 2012 Tokyo 2020
L'épreuve du saut en longueur masculin aux Jeux olympiques de 2016 se déroule les 12 et 13 août 2016 au Stade olympique de Rio de Janeiro, au Brésil. Elle est remportée par l'Américain Jeff Henderson avec la marque de 8,38 m.

## Résultats

### Finale
| Rang               | Athlète          | Pays            | Essais | Essais | Essais | Essais | Essais | Essais | Marque | Notes |
| Rang               | Athlète          | Pays            | 1      | 2      | 3      | 4      | 5      | 6      | Marque | Notes |
| ------------------ | ---------------- | --------------- | ------ | ------ | ------ | ------ | ------ | ------ | ------ | ----- |
| Médaille d'or      | Jeff Henderson   | États-Unis      | 8.20   | 7.94   | 8.10   | 7.96   | 8.22   | 8.38   | 8.38   | SB    |
| Médaille d'argent  | Luvo Manyonga    | Afrique du Sud  | 8.16   | x      | x      | 8.28   | 8.37   | x      | 8.37   | PB    |
| Médaille de bronze | Greg Rutherford  | Grande-Bretagne | 8.18   | 8.11   | 8.22   | 8.26   | 8.09   | 8.29   | 8.29   |       |
| 4                  | Jarrion Lawson   | États-Unis      | 8.19   | 8.15   | 8.25   | x      | x      | 7.78   | 8.25   |       |
| 5                  | Wang Jianan      | Chine           | 7.76   | 8.17   | 7.89   | 8.05   | 8.13   | 7.88   | 8.17   |       |
| 6                  | Emiliano Lasa    | Uruguay         | 7.93   | 7.84   | 8.04   | 8.10   | 7.92   | 7.95   | 8.10   |       |
| 7                  | Henry Frayne     | Australie       | 7.83   | 8.06   | x      | 8.03   | 7.83   | 7.83   | 8.06   |       |
| 8                  | Kafétien Gomis   | France          | 7.54   | 7.57   | 8.05   | x      | 7.55   | 7.83   | 8.05   |       |
| 9                  | Rushwal Samaai   | Afrique du Sud  | 7.97   | 7.94   | x      |        |        |        | 7.97   |       |
| 10                 | Fabrice Lapierre | Australie       | x      | 7.87   | x      |        |        |        | 7.87   |       |
| 11                 | Huang Changzhou  | Chine           | 7.78   | x      | 7.86   |        |        |        | 7.86   |       |
| 12                 | Damar Forbes     | Jamaïque        | 7.63   | 7.74   | 7.82   |        |        |        | 7.82   |       |

### Qualifications
- limite de qualification fixée à 8,15 m (Q) ou les 12 meilleurs sauts (q).

| Rang | Groupe | Athlète                 | Pays           | #1   | #2   | #3   | Marque | Notes |
| ---- | ------ | ----------------------- | -------------- | ---- | ---- | ---- | ------ | ----- |
| 1    | B      | Wang Jianan             | Chine          | 8.24 | -    | -    | 8.24   | Q, SB |
| 2    | A      | Jeff Henderson          | États-Unis     | 8.20 | -    | -    | 8.20   | Q     |
| 3    | A      | Emiliano Lasa           | Uruguay        | 8.14 | 8.02 | -    | 8.14   | q     |
| 4    | A      | Luvo Manyonga           | Afrique du Sud | x    | 8.12 | 8.10 | 8.12   | q     |
| 5    | A      | Rushwal Samaai          | Afrique du Sud | 8.03 | 7.96 | 7.82 | 8.03   | q     |
| 6    | A      | Henry Frayne            | Australie      | 7.96 | 7.97 | 8.01 | 8.01   | q     |
| 7    | B      | Jarrion Lawson          | États-Unis     | 7.99 | 7.62 | 7.96 | 7.99   | q     |
| 8    | B      | Fabrice Lapierre        | Australie      | x    | 7.96 | 7.73 | 7.96   | q     |
| 9    | A      | Huang Changzhou         | Chine          | 7.59 | 7.57 | 7.95 | 7.95   | q     |
| 10   | A      | Greg Rutherford         | Royaume-Uni    | x    | x    | 7.90 | 7.90   | q     |
| 11   | A      | Kafétien Gomis          | France         | 7.81 | 7.67 | 7.89 | 7.89   | q     |
| 12   | B      | Damar Forbes            | Jamaïque       | 7.85 | 7.68 | 7.62 | 7.85   | q     |
| 13   | B      | Radek Juska             | Tchéquie       | 7.64 | 7.84 | 7.83 | 7.84   |       |
| 14   | A      | Kim Deok-hyeon          | Corée du Sud   | 7.42 | 7.76 | 7.82 | 7.82   |       |
| 15   | B      | Maykel Masso            | Cuba           | 7.79 | 7.73 | 7.81 | 7.81   |       |
| 16   | A      | Tyrone Smith            | Bermudes       | 7.78 | 7.81 | 7.67 | 7.81   |       |
| 17   | B      | Chan Ming Tai           | Hong Kong      | 7.79 | 7.76 | 7.42 | 7.79   |       |
| 18   | A      | Fabian Heinle           | Allemagne      | 7.64 | x    | 7.79 | 7.79   |       |
| 19   | B      | Bachana Khorava         | Géorgie        | 7.72 | 7.77 | x    | 7.77   |       |
| 20   | B      | Jean Marie Okutu        | Espagne        | 7.75 | 7.72 | 7.53 | 7.75   |       |
| 21   | A      | Izmir Smajlaj           | Albanie        | 7.72 | 7.61 | x    | 7.72   |       |
| 22   | B      | Stefan Brits            | Afrique du Sud | 7.46 | 7.71 | x    | 7.71   |       |
| 23   | B      | Kanstantsin Barycheuski | Biélorussie    | 7.39 | x    | 7.76 | 7.67   |       |
| 24   | B      | Ankit Sharma            | Inde           | x    | x    | 7.67 | 7.67   |       |
| 25   | B      | Mike Hartfield          | États-Unis     | 7.66 | x    | 7.66 | 7.66   |       |
| 26   | A      | Michel Torneus          | Suède          | x    | 7.65 | 7.63 | 7.65   |       |
| 27   | A      | Miltiadis Tentoglou     | Grèce          | x    | 7.64 | 7.57 | 7.64   |       |
| 28   | B      | Higor Alves             | Brésil         | 7.59 | x    | x    | 7.59   |       |
| 29   | B      | Mohammad Arzandeh       | Iran           | 7.29 | 7.23 | 7.31 | 7.31   |       |
| 30   | B      | Alyn Camara             | Allemagne      | 5.16 | x    | x    | 5.16   |       |
| 31   | A      | Gao Xinglong            | Chine          | x    | x    | x    | x      |       |
| 32   | A      | Aubrey Smith            | Jamaïque       | x    | x    | x    | x      |       |

## Légende
Records et Performances
- AR : Record continental (area record)
- CR : Record des championnats (championship record)
- MR : Record du meeting (meet record)
- NR : Record national (national record)
- OR : Record olympique (olympic record)
- PR : Record paralympique (paralympic record)
- PB : Record personnel (personal best)
- SB : Meilleure performance personnelle de la saison (season's best)
- WL : Meilleure performance mondiale de l'année (world leader)
- WJR : Record du monde junior (world junior record)
- WR : Record du monde (world record)

Circonstances et Conditions
- DNF : N'a pas terminé (did not finish)
- DNS : N'a pas pris le départ (did not start)
- DQ : Disqualification (disqualification)
- NM : Aucun essai valable enregistré (No Mark)
- Q : Qualifié « directement » au prochain tour (ou à la prochaine compétition), lors d'une compétition majeure, grâce au classement ou à la réalisation des minima (automatic qualifier)
- q : Qualifié au prochain tour (ou à la prochaine compétition), lors d'une compétition majeure, grâce au repêchage ou à la réalisation de l'une des meilleures performances parmi celles des « non qualifiés directement » (grâce au meilleur temps ou à la meilleure distance par exemple) (secondary qualifier)